# 藤原带子
藤原帶子（？—794年），日本第五十一代平城天皇的追封皇后，式部卿藤原百川之女，藤原旅子之妹。
平城天皇為東宮時，納藤原帶子為妃。延曆十三年（794年），因幼時宿疾入木子蓮院養病，同年逝世。大同元年（806年），追贈為皇后。

## 來源
- 大日本史 （页面存档备份，存于）